# 국제 의회 연맹

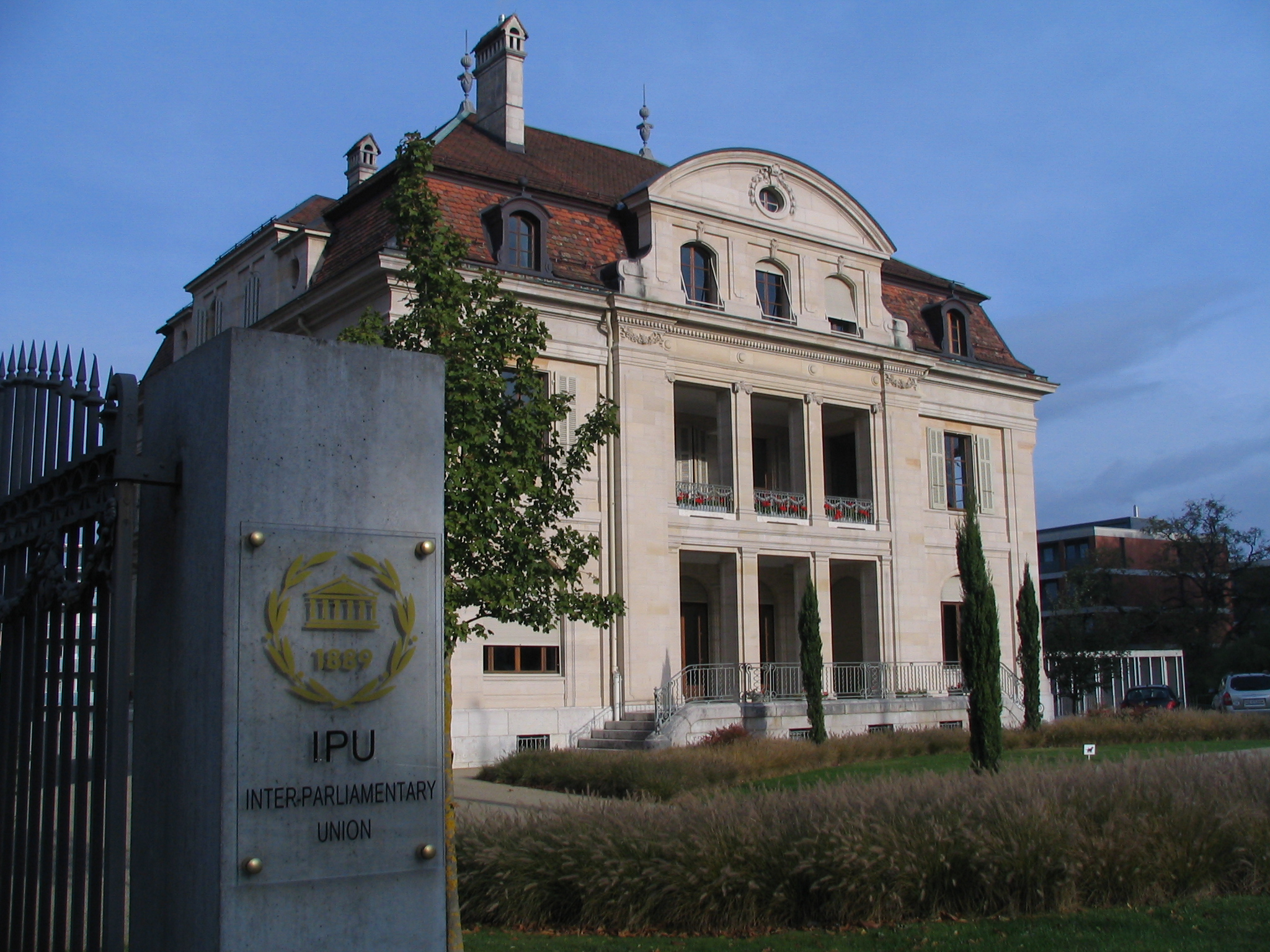

국제 의회 연맹(國際議會聯盟, 영어: Inter-Parliamentary Union, IPU)은 1889년 설립된 국제적인 의회 기구이다. 설립 목적은 국제 평화 및 협력 도모, 의회 제도 정착이다.
제2차 세계대전 때 활동을 정지했지만 1945년부터 재개하였다. 국제 의회 연맹의 원래 목적은 국제 재판 사상의 보급이었는데, 2차 대전 이후에는 평화와 전후 재건이 주안점이 되었다. 해당 연맹은 유엔의 자문기구로서 그 역할을 수행하고 있다.
1886년 영국 하원의원 크레머와 프랑스의 국민의회의원 파시의 공동발의에 따라 그 해 6월 29일과 30일 양일간 프랑스의 파리에서 창립총회를 개최함으로 발족됐다.
2010년 현재 총 회원국은 152개국(대한민국, 일본, 중화인민공화국, 인도, 인도네시아, 사우디아라비아, 터키, 프랑스, 독일, 이탈리아, 영국, 러시아, 캐나다, 멕시코, 아르헨티나, 브라질, 남아프리카 공화국, 오스트레일리아 등)이며 본부는 스위스 제네바에 위치하고 있다.

## 한국과의 관계
대한민국은 1964년 8월 덴마크 코펜하겐에서 열린 제 53회 총회에서 정식 회원으로 가입하였다. 1983년 제70차 총회, 1997년 제97차 총회·제160차 이사회를 서울에 유치하였다. 한편 평양에서는 1991년 제85차 총회가 열렸다.

## 같이 보기
- 전자민주주의
- 민주 세계화
- 세계 민주주의의 날
- 국제주의
- 밀레니엄 개발 목표
- 지속가능 개발 목표
- 유엔 의회
- 유엔 경제사회국